# That Means a Lot
A That Means a Lot egy dal, amelyet Paul McCartney írt, és Lennon–McCartney szerzeményként jelölték meg. 1965-ben adta ki P.J. Proby. Proby verziója elérte a 24. helyet a New Musical Express listán.
Proby kiadása előtt a The Beatles is rögzített egy verziót, amelyet a Help! című filmhez és az azonos nevet viselő albumra szántak. A Beatles elégedetlen volt a dallal, és ez verziójuk csak az Anthology 2 válogatásalbumon jelent meg 1996-ban.
John Lennon egyszer azt mondta: "Ez a dal egy ballada, amelyet Paul és én írtunk a filmhez, de úgy találtuk, egyszerűen nem tudtuk elénekelni. Valójában félretettük, ezért úgy gondoltuk, jobb, ha odaadjuk valakinek, aki jól tudja elénekelni." Egy Mark Lewisohnnal 1988-ban adott interjúban McCartney azt mondta: "Volt néhány dal, amiért nem voltunk olyan lelkesek, vagy nem gondoltuk, hogy teljesen készek. Ez volt az egyik."

## The Beatles-változat
A Beatles 1965. február 20-án és március 30-án több felvételt is rögzített a dalból. A március 30-án rögzített három felvétel jelentősen különbözött az eredetitől, de nem volt sikeresebb.
A dal ugyan Lennon–McCartney szerzeményként volt megjelölve, de a Playboynak adott 1980-as interjújában Lennon azt állította, hogy a dalt McCartney írta. Ian MacDonald zenekritikus úgy vélekedett, hogy "Lennon segíthetett a szövegírásban, a középső nyolcban és a hangszerelésben". Keményebb szavai is voltak a dalról, és úgy jellemezte, hogy "roncs, jogosan maradt le a Help! nagylemezről", és "a szerkezet rosszul hangzik, és legrosszabb esetben teljesen önkényesnek tűnik". Azt is állítja, hogy ez "kísérlet Lennon Ticket to Ride című művének átírására... amelyre a That Means a Lot 1. része kirívóan hasonlít", és "felfedi a Beatlesnek a tévedők ismeretlen szerepét a sötét".

## Közreműködött
Ian MacDonald szerint:
- Paul McCartney – ének, basszusgitár, zongora
- John Lennon – vokál, akusztikus gitár, maracas
- George Harrison – vokál, ritmusgitár, maracas
- Ringo Starr – dob

## Fordítás
Ez a szócikk részben vagy egészben  a   That Means a Lot című angol Wikipédia-szócikk fordításán alapul.  Az eredeti cikk szerkesztőit annak laptörténete sorolja fel. Ez a jelzés csupán a megfogalmazás eredetét és a szerzői jogokat jelzi, nem szolgál a cikkben szereplő információk forrásmegjelöléseként.

## Forrás
- Bánosi György – Tihanyi Ernő: Beatles zenei kalauz. Az együttzenélés és a szólóévek. 1958–1999. Budapest: Anno Kiadó, 1999. ISBN 963-853-895-3
- Ian Macdonald: A fejek forradalma. A Beatles és a hatvanas évek. (ford. Révbíró Tibor) Budapest: Helikon Kiadó, 2015. ISBN 978-963-227-468-3

## Külső hivatkozás
The Beatles Bible: That Means a Lot